# Студзяни-Ляс
Студзяни-Ляс (пол. Studziany Las) — село в Польщі, у гміні Ґіби Сейненського повіту Підляського воєводства.
Населення — 90 осіб (2011).
У 1975-1998 роках село належало до Сувальського воєводства.

## Демографія
Демографічна структура станом на 31 березня 2011 року:
|          | Загалом | Допрацездатний вік | Працездатний вік | Постпрацездатний вік |
| -------- | ------- | ------------------ | ---------------- | -------------------- |
| Чоловіки | 42      | 9                  | 29               | 4                    |
| Жінки    | 48      | 16                 | 23               | 9                    |
| Разом    | 90      | 25                 | 52               | 13                   |